# SMP Racing
SMP Racing es un equipo ruso de automovilismo y de gestión de pilotos creado en 2013 por Boris Rotenbeg, fundador del Banco SMP de Rusia. Uno de sus proyectos más importantes fue su incursión en la categoría LMP1 en la Temporada 2018-19 del Campeonato Mundial de Resistencia de la FIA.

## Pilotos
| Piloto              | Categoría                                   |
| ------------------- | ------------------------------------------- |
| Mijaíl Alioshin     | Campeonato Mundial de Resistencia de la FIA |
| Vladimir Atoev      | Blancpain GT Series                         |
| Nikita Bedrin       | Karting                                     |
| Mikhael Belov       | Campeonato de Italia de Fórmula 4           |
| Aleksey Brizhan     | Karting                                     |
| Pavel Bulantsev     | Campeonato SMP de Fórmula 4                 |
| Denis Bulatov       | Blancpain GT Series                         |
| Jenson Button       | Campeonato Mundial de Resistencia de la FIA |
| Matevos Isaakyan    | Campeonato Mundial de Resistencia de la FIA |
| Aleksey Korneev     | Blancpain GT Series                         |
| Kirill Ladygin      | Russian Circuit Racing Series               |
| Egor Orudzhev       | Campeonato Mundial de Resistencia de la FIA |
| Vitali Petrov       | Campeonato Mundial de Resistencia de la FIA |
| Viktor Shaytar      | European Le Mans Series                     |
| Ivan Shvetsov       | Campeonato SMP de Fórmula 4                 |
| Robert Shwartzman   | Campeonato de Fórmula 3 de la FIA           |
| Irina Sidorkova     | Campeonato de España de F4                  |
| Sergey Sirotkin     | Campeonato Mundial de Resistencia de la FIA |
| Kirill Smal         | Karting                                     |
| Aleksandr Smolyar   | Eurocopa de Fórmula Renault 2.0             |
| Nikita Troitskiy    | Campeonato de Fórmula 3 de la FIA           |
| Stoffel Vandoorne   | Campeonato Mundial de Resistencia de la FIA |
| Aleksandr Vartanyan | Eurocopa de Fórmula Renault 2.0             |
| Nikita Volegov      | Russian Circuit Racing Series               |
| Fuentes:            |                                             |